# 太陽城 (南非)

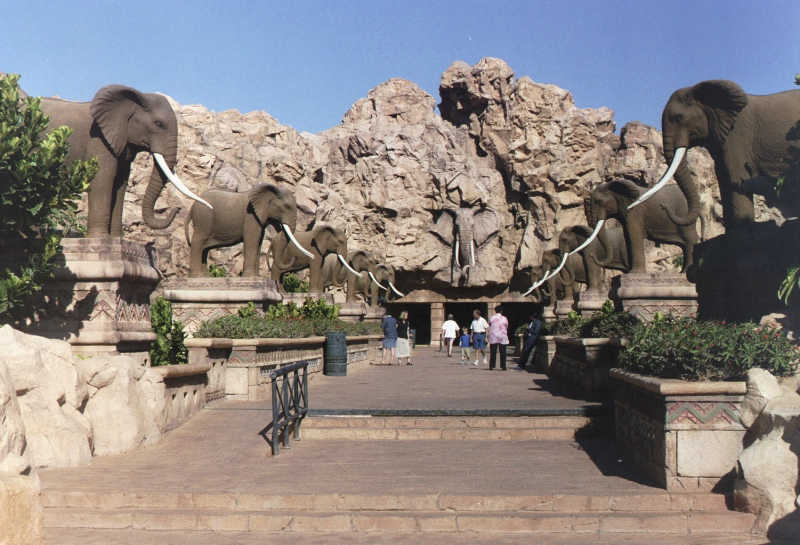
迷城皇宮酒店的時間大橋

太陽城（英文：Sun City）是位於南非西北省的一個豪華度假酒店，距離約翰尼斯堡市約2小時車程，較接近勒斯滕堡市。

## 歷史
太陽城是酒店業鉅子索羅·卡薩那所持有的太陽國際集團（南非）的物業之一，於1979年12月7日開幕，初時它位於波布那班圖斯坦內。
由於波布那被南非種族隔離政府劃分為一個獨立的班图斯坦，故容許開辦賭博和裸舞等這些被南非禁止的娛樂在波布那開辦。正因為上述因素，加上它的位置十分接近約翰尼斯堡和比勒陀利亞等大城市，因此令太陽城成為十分受歡迎的度假勝地。
太陽城內有一個名為《太陽城超級大碗》（英文：Sun City Super Bowl）的表演場館，設有6230個座位。世界上不少知名音樂家和歌手都曾在該館演出，例如皇樂隊、艾頓·莊、琳达·罗什塔、茱莉奧·伊格萊西亞斯、The O'Jays、雷·查爾斯（已故）、波尼M合唱團、黑色安息日、洛·史超域、蒂娜·特纳、迪安·華域、莎拉·布萊曼、羅拉·布尼格（已故）及托马斯·安德斯等。
1985年，E Street Band的結他手史蒂文·范·贊特發動的演藝界聯手對抗南非種族隔離運動，令太陽城成為一個極具爭議性的地方。49個世界頂級的演藝單位聯手灌錄一首名為「太陽城（Sun City）」的歌曲後，就發誓永不再到太陽城度假酒店作表演。

## 種族隔離政策取消後
1994年，因南非取消種族隔離政策，波布那重新成為南非的一個省分，太陽城的生意持續興旺。

## 酒店
太陽城共有4間酒店：
- 太陽城酒店（Sun City Hotel）
- 加士姬斯酒店（Cascades Hotel）
- 卡巴那斯酒店（The Cabanas）
- 迷城皇宮酒店（The Palace of the Lost City）

## 其他康樂設施
- 《The Sun City Vacation Club》會所
- 2個合乎國際標準的18吋洞高爾夫球場（Gary Player Country Club、Lost City Golf Course）

## 軼事
1995年度香港小姐競選佳麗曾入住太陽城迷城皇宮酒店。

1998年由成龍主演的香港電影「我是誰」拍攝場景。

## 外部連結
- 太陽國際網站
- 太陽城旅運網站（西班牙語）（页面存档备份，存于）